# ایندرامات
ایندرامات (انگلیسی: Indramat) شرکت مهندسی آلمانی است، که در سال ۱۹۵۸ تأسیس شد.